# 郑郭镇
郑郭镇，是中华人民共和国河南省周口市項城市下辖的一个乡镇级行政单位。

## 行政区划
郑郭镇下辖以下地区：
北街村、南街村、前时村、李洼村、后时村、师寨村、张堂村、侯庄村、王井村、金东村、金西村、刘营村、任庄村、张营村、孟营村、高营村、束庄村、贾庄村、王埝村、于埝村、朱营村、赵桥村、胡楼村、牛营村和赵集村。